# Hoofdreeksster type A
Een hoofdreeksster type A, dat wil zeggen een ster op de hoofdreeks met spectraalklasse A, heeft zo'n anderhalf tot 2,4 keer de massa van de Zon en een oppervlaktetemperatuur tussen 7100 en 9700 kelvin. Deze temperatuur geeft de ster een blauwwitte of witte kleur.
Net als bij andere hoofdreekssterren wordt in de kern waterstof via kernfusie omgezet in helium. Naast de dominante waterstoflijnen bevat het spectrum de typische hoofdreeksster type A ook absorptielijnen van geïoniseerd calcium en metalen. Doordat de waterstoffusie in deze sterren in een extra hoog tempo gaat, houden ze veel minder lang hun verschijningsvorm (ze worden 'minder oud') dan lichtere sterren zoals de zon: de nu zichtbare type-A-hoofdreekssterren zijn meestal 'slechts' enkele honderden miljoenen jaren oud, terwijl de Zon bijvoorbeeld al 4,5 miljard jaar oud is. Hooguit een miljard jaar na verschijning van de ster op de hoofdreeks, verandert deze in een rode reus.
Hoewel de sterren van dit type feller zijn dan veel andere op de hoofdreeks, worden ze net als deze ingedeeld in de lichtkrachtklasse V. Deze letter komt in de typeaanduiding van specifieke sterren achter de A en een cijfer dat de subklasse aangeeft, bijvoorbeeld A5V voor sterren in de middengroep van het type. A0-sterren zitten dichter bij de spectraalklasse B, links in het Hertzsprung-Russelldiagram, A9-sterren dichter bij klasse F.
| Klasse | Massa (M☉) | Straal (R☉) | Mv  | Teff (K) |
| ------ | ---------- | ----------- | --- | -------- |
| A0V    | 2,40       | 1,87        | 0,7 | 9.727    |
| A2V    | 2,19       | 1,78        | 1,3 | 8.820    |
| A5V    | 1,86       | 1,69        | 2,0 | 7.880    |
| A6V    | 1,80       | 1,66        | 2,1 | 7.672    |
| A7V    | 1,74       | 1,63        | 2,3 | 7.483    |
| A8V    | 1,66       | 1,60        | 2,4 | 7.305    |
| A9V    | 1,62       | 1,55        | 2,5 | 7.112    |

## Voorbeelden
- Sirius A
- Altair
- Wega
- Fomalhaut A